# Happy Birthday (Stevie Wonder)
Happy Birthday è una canzone scritta, prodotta e registrata da Stevie Wonder nel 1980, pubblicata come quarto singolo estratto dall'album Hotter than July.
La canzone fu scritta come tributo a Duke Ellington, artista jazz di grande influenza per cantanti come Wonder, morto nel 1974. Nel testo si fanno riferimenti anche a Count Basie, Glenn Miller, Louis Armstrong ed Ella Fitzgerald.
In questo brano, Wonder volle sostenere la causa per far diventare festa nazionale il compleanno di Martin Luther King, a cui il buon compleanno del titolo era appunto dedicato.

## Tracce
7" Single
1. Happy Birthday - 5:28
2. Happy Birthday (Sing Along) - 5:28

12" Maxi
1. Happy Birthday
2. Happy Birthday (Sing Along)

## Classifiche
| Classifica (1981)      | Posizione più alta |
| ---------------------- | ------------------ |
| U.S. Billboard Hot 100 | 94                 |
| U.S. R&B Chart         | 17                 |
| Regno Unito            | 2                  |
| Svizzera               | 8                  |
| Paesi Bassi            | 12                 |